# Allô Berlin ? Ici Paris !
Pour plus de détails, voir Fiche technique et Distribution.
Allô Berlin ? Ici Paris ! est un film franco-allemand réalisé par Julien Duvivier en 1931, sorti en 1932.

## Synopsis
Les standardistes de Paris et de Berlin sont très souvent en contact, en effectuant les connexions innombrables entre les deux capitales. Annette, de Paris, finit par s'éprendre d'Erich, de Berlin. Un jour, Erich annonce qu'il va venir à Paris mais les choses ne se passent pas comme prévu.

## Fiche technique
- Titre : Allô Berlin ? Ici Paris !
- Réalisation : Julien Duvivier
- Scénario et dialogues : Julien Duvivier, d'après le roman de Rolf E. Vanloo
- Décors : Erich Czerwonski
- Costumes : Hans Dupke et Anny Loretto
- Photographie : Reimar Kuntze, Heinrich Balasch et Max Brinck
- Cadreur : Lisson
- Son : Erich Lange et Hans Bittman
- Musique : Karol Rathaus, Kurt Schröder et Armand Bernard
- Auteur des chansons : Max Kolpé
- Maquillage : Karl Holek et Bruno Cieslewicz
- Directeur de production : Frank Clifford
- Société de production : Société des films sonores Tobis
- Pays de production :  France- République de Weimar
- Langue : français et allemand
- Format : Noir et blanc - Muet  - Son mono - 1,37:1 - 35 mm
- Genre :  Comédie romantique
- Durée : 89 minutes
- Date de sortie : 
  - République de Weimar : 15 mars 1932
  - France : 8 décembre 1932

## Distribution
- Josette Day : Lily, la téléphoniste du central de Paris
- Wolfgang Klein : Erich, le téléphoniste du central de Berlin
- Germaine Aussey : Annette, la collègue de Lily
- Karel Stepanek (crédité Karl Stepanek) : Max, le collègue d'Erich
- Hans Henninger (en) : Karl, l'ami de Max
- Charles Redgie : Jacques Dumont, le journaliste amant d'Annette
- Albert Broquin : le guide
- Georges Boulanger: le président de la République transocéanienne
- Gustav Püttjer : le musicien arabe
- Pierre Piérade : rôle non-spécifié